# Allée Arthur-Rimbaud
Pour les articles homonymes, voir Rimbaud (homonymie).
L'allée Arthur-Rimbaud est une voie située dans le 13e arrondissement de Paris, en France.

## Situation et accès
L'allée Arthur Rimbaud est desservie à proximité par la ligne 6 à la station Quai de la Gare.

## Origine du nom

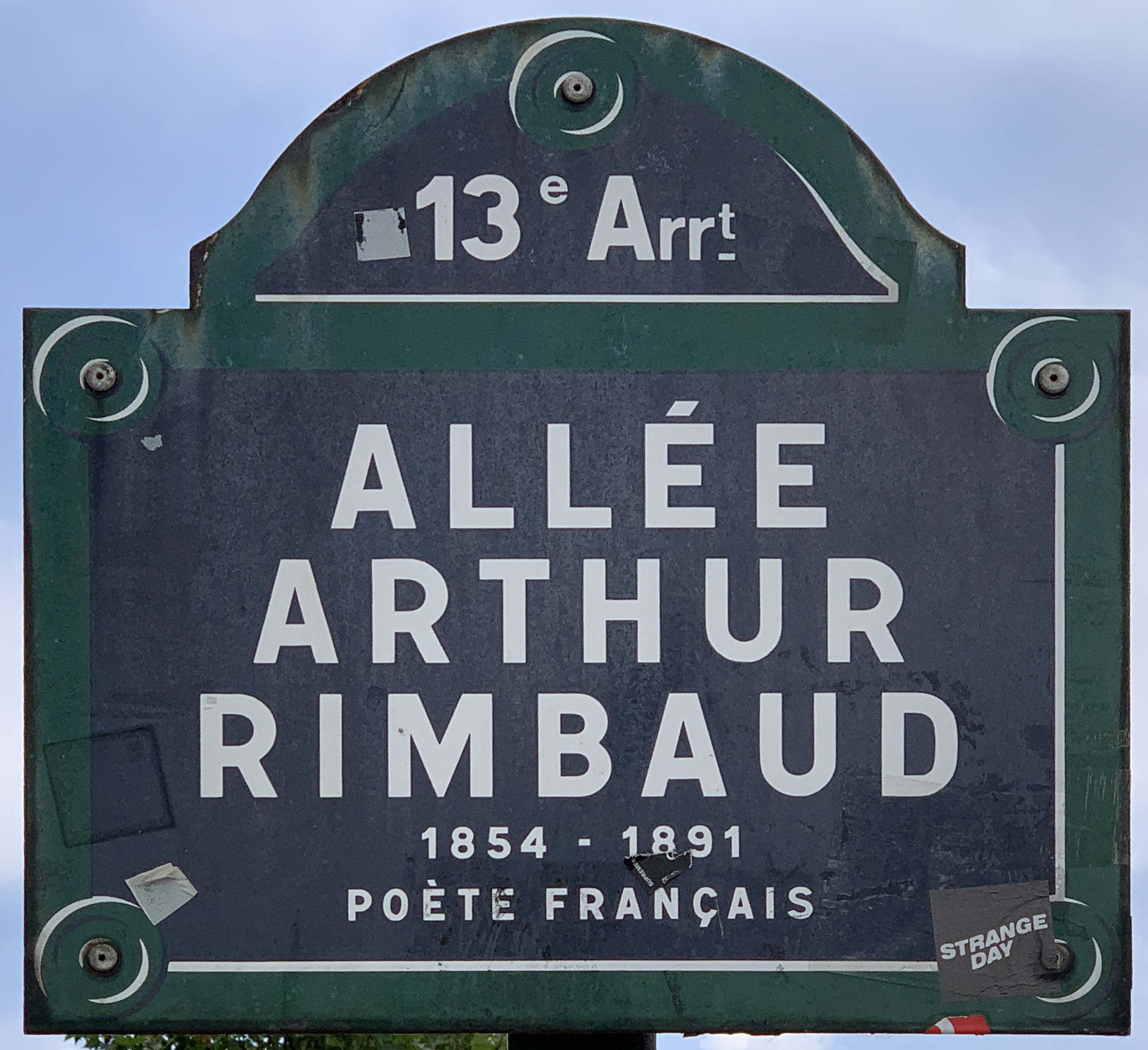
Plaque de l'allée.

Elle porte le nom du poète français Arthur Rimbaud (1854-1891).
Une bibliothèque située dans le centre de Paris porte également son nom.